# Gospodarka otwarta
Gospodarka otwarta – gospodarka, w której występuje wymiana towarów i usług oraz przepływ kapitału z zagranicą. W gospodarce otwartej występuje zarówno eksport towarów z danego państwa do innych państw, jak i otwarcie rynku krajowego na towary z zagranicy. W gospodarce otwartej społeczeństwo danego kraju jest włączone w międzynarodowy podział pracy.
Pojęcie gospodarki otwartej jest ściśle związane z istnieniem państw i rządów. Istniejące granice państw umożliwiają szacunki, ile towarów i usług „przekracza” te granice, a rządy poszczególnych państw mogą prowadzić politykę gospodarczą, która sprzyja lub utrudnia rozwój tej wymiany.
Otwarcie się gospodarki sprzyja szybszemu wzrostowi gospodarczemu i przyczynia się z reguły do wzrostu dobrobytu danego społeczeństwa. Skutkiem otwarcia gospodarki jest dopuszczenie na krajowy rynek firm zagranicznych, czyli poszerzenie i zintensyfikowanie konkurencji. Konkurencja pobudza wprowadzenie innowacji technicznych, organizacyjnych, wymusza podnoszenie jakości wyrobów i świadczonych usług. Oprócz wzrostu konkurencji, otwarcie się gospodarki sprzyja napływowi kapitału zagranicznego. W przypadków krajów, które doświadczyły transformacji gospodarczej z gospodarki centralnie zarządzanej do rynkowej, np. Polska po 1990 roku, dopuszczenie obcego kapitału było potrzebne do zmodernizowania gospodarki i kształtowania dobrych wzorców zarządzania i organizacji pracy. 
Naturalnie można wskazać na pewne negatywne efekty otwarcia gospodarki na wymianę z zagranicą – jednym z nich jest ograniczona autonomia krajowej polityki pieniężnej ze względu na wpływ polityki pieniężnej prowadzonej przez kraje będące głównymi eksporterami kapitału (np. USA, strefa euro)
Przeciwieństwem gospodarki otwartej jest gospodarka zamknięta. 

## Miernik otwartości gospodarki
Najczęściej stosowanym miernikiem jest udział eksportu (importu) w PKB. Jednak w dzisiejszych czasach coraz większego znaczenia nabierają powiązania gospodarcze z zagranicą za pośrednictwem rynków finansowych. Dlatego są opracowywane alternatywne mierniki, jak np. Open Markets Index (OMI) opracowywany przez Międzynarodową Izbę Handlową, w którym uwzględnia się takie charakterystyki, jak otwarcie na wymianę handlową z zagranicą, politykę handlową, otwartość na bezpośrednie inwestycje zagraniczne (BIZ), poziom infrastruktury dla handlu.

## Makroekonomia gospodarki otwartej
Makroekonomia gospodarki otwartej zajmuje się badaniem wpływu rynków zagranicznych na gospodarkę krajową; głównymi kanałami wpływu są kurs walutowy, wymiana handlowa i przepływ kapitału.